# Horace Fletcher

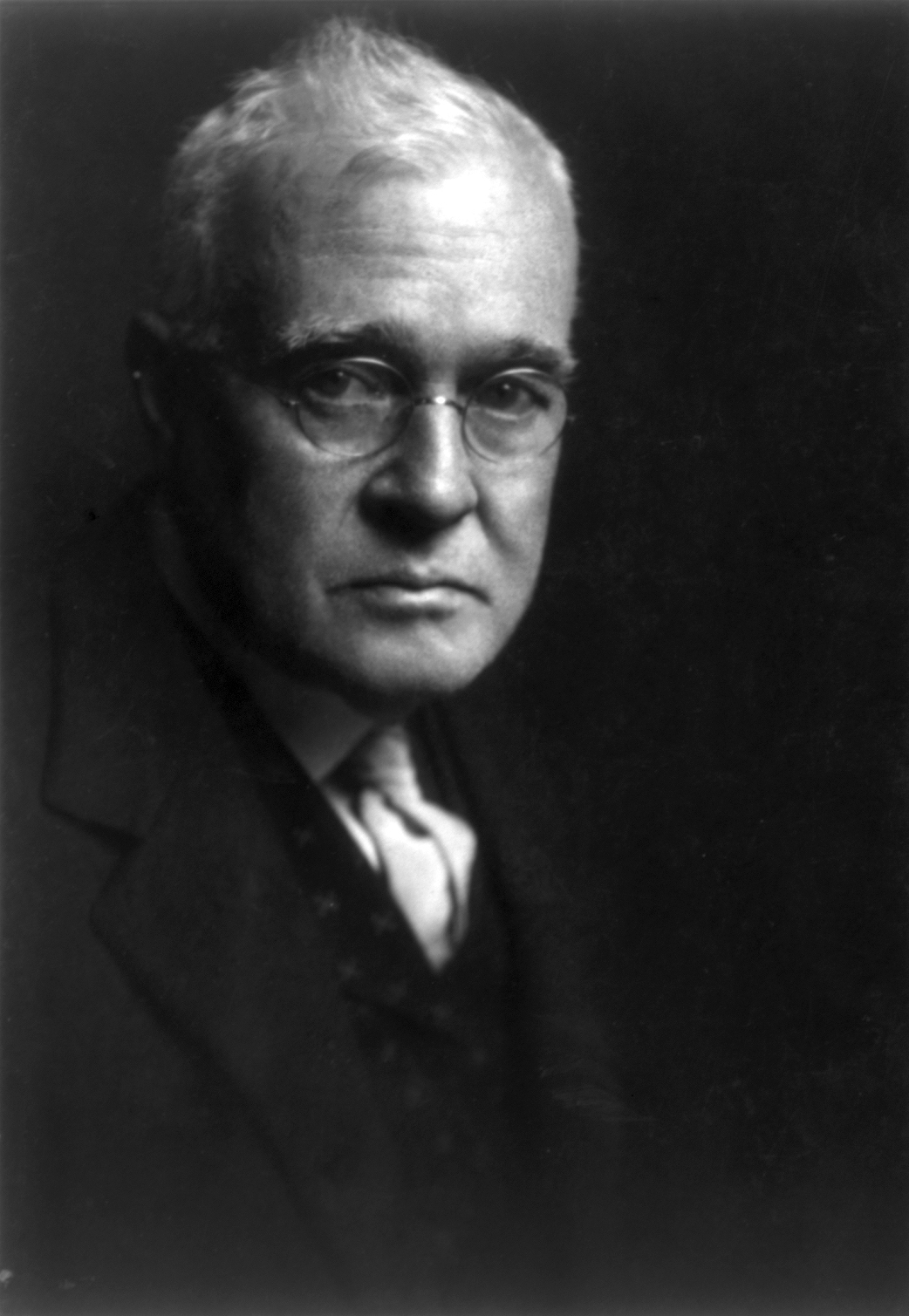
Horace Fletcher

Horace Fletcher (* 10. August 1849 in Lawrence, Massachusetts; † 13. Januar 1919 in Kopenhagen) war ein US-amerikanischer Ernährungsreformer, der das gründliche Kauen der Nahrung zu einem wichtigen gesundheitsfördernden Prinzip erklärte. Von ihm stammt der Ausspruch: “Nature will castigate those who don’t masticate” („Die Natur wird diejenigen bestrafen, die nicht gründlich kauen“). Fletcher erhielt auf Grund seines nachdrücklichen Einsatzes für die Vorverdauung durch Kauen den Beinamen „The Great Masticator“ („Das große Mahlwerk“). Selbst Flüssigkeiten sollten „gekaut“ und eingespeichelt werden.
Fletcher litt einige Zeit unter deutlichem Übergewicht. Vor seiner Kaukur war er 217 Pfund (ca. 98 kg) schwer und litt an diversen Beschwerden, ehe er 1898 seine Kaumethode entdeckte, gesundete und erfolgreich abnahm. Eine Lebensversicherung hatte sich wegen seines Übergewichts zuvor geweigert, ihn aufzunehmen. Zu Fletchers Anhängern gehörten Upton Sinclair, John D. Rockefeller und Franz Kafka. Auch Mediziner und Wissenschaftler wie Russell Henry Chittenden und Irving Fisher praktizierten seine Essmethode. Er verbreitete seine Überzeugungen auf Vortragsreisen und schrieb Bücher sowie Artikel darüber.
Von Beruf war Fletcher eigentlich Druckerfarben- und Kunsthändler. 1919, im Alter von 69 Jahren, starb er in Kopenhagen.

## Fletcher-Technik
Das Fletschern (auch Fletchern oder Fletcherisieren) ist eine besonders gründliche Kautechnik, die nach Horace Fletcher benannt ist. Durch den Speichel und das gründliche Kauen wird die Nahrung bereits vorverdaut und das Hungergefühl soll gedämpft werden. Auch der Arzt Franz Xaver Mayr war ein Anhänger dieser Methode.
Der Schauspieler Jürgen Schilling griff diese Idee in seinem Buch Kau Dich gesund wieder auf. Der folgende Text bezieht sich auf Schillings Aussagen:
Beim Fletchern soll die Verschmelzung von Schmecken und Kauen durch Saliva (= Speichel) erreicht werden. Dazu empfohlenes Verfahren:
- Zunächst kleine Bissen nehmen und gut einspeicheln. Erst dann mit den Zähnen mindestens 40 bis 50 Kaubewegungen machen. Der Bissen muss vollständig zu Brei oder ganz flüssig werden. Die Kaubewegungen sollten – zumindest am Anfang – gezählt werden, um eine volle Konzentration aufs Essen zu gewährleisten und Ablenkung zu vermeiden. Ziel ist, bei gehöriger Übung 150 bis 200 Bewegungen zu schaffen, bis der jeweilige Bissen ganz aufgelöst, verflüssigt und ausgeschmeckt ist.
- Während des Kauens die Hände freihalten, kein Besteck und schon gar nicht den nächsten Bissen in den Händen halten. Rückstände, die sich nicht verflüssigen lassen, dürfen nicht geschluckt werden, sondern sind wie Kirschkerne oder Fischgräten wieder aus dem Mund zu nehmen.
- Auch Flüssigkeiten kann man – ähnlich wie ein Weinkoster – kauen und „durchschmecken“.

Dadurch gelangt Nahrung nur als Brei in den Verdauungstrakt. Manche Ernährungswissenschaftler empfehlen, das Fletschern neben der Qualität der Nahrungsmittel als Element einer gesunden Ernährungsweise zu betrachten, das der Verhinderung von Übergewicht dienen kann.

## Werke
- Horace Fletcher: A.B.C. of Snap Shooting: Sporting, Exhibition, and Military. (1880)
- Horace Fletcher: Menticulture or the A–B–C of True Living. (1895)
- Horace Fletcher: Happiness as Found in Forethought Minus Fearthought. (1897)
- Horace Fletcher: The Last Waif, or Social Quarantine: A Brief. (1898)
- Horace Fletcher: Fletcherism: What it is or How I became young at sixty (1913)